# Herculano Nabian
Herculano Bucancil Nabian (Bissau, 25 gennaio 2004) è un calciatore guineense naturalizzato portoghese, attaccante del Pontedera in prestito dall'Empoli.

## Carriera

### Club
Cresciuto nel settore giovanile del Vitória Guimarães, esordisce in prima squadra il 26 luglio 2021, disputando l'incontro di Taça da Liga vinto per 4-1 contro il Leixões. L'8 agosto successivo esordisce anche in Primeira Liga, nell'incontro perso per 0-1 contro la Portimonense.
Il 6 agosto 2022 viene ceduto in prestito con diritto di riscatto all'Empoli. Esordisce con i toscani (oltreché in Serie A) l'11 marzo 2023 subentrando nel finale della sfida interna persa 0-1 contro l'Udinese.
Il 2 settembre 2024 viene ceduto in prestito all'União Leiria.
Il 31 gennaio 2025 il prestito viene rescisso; contestualmente viene ceduto, sempre a titolo temporaneo, al Mérida AD.

### Nazionale
Ha giocato in tutte le nazionali giovanili portoghesi comprese tra l'Under-15 e l'Under-19.

## Statistiche

### Presenze e reti nei club
Statistiche aggiornate al 15 luglio 2023.
| Stagione        | Squadra             | Campionato      | Campionato | Campionato | Coppe nazionali | Coppe nazionali | Coppe nazionali | Coppe continentali | Coppe continentali | Coppe continentali | Altre coppe | Altre coppe | Altre coppe | Totale | Totale |
| Stagione        | Squadra             | Comp            | Pres       | Reti       | Comp            | Pres            | Reti            | Comp               | Pres               | Reti               | Comp        | Pres        | Reti        | Pres   | Reti   |
| --------------- | ------------------- | --------------- | ---------- | ---------- | --------------- | --------------- | --------------- | ------------------ | ------------------ | ------------------ | ----------- | ----------- | ----------- | ------ | ------ |
| 2020-2021       | Vitória Guimarães B | CdP             | 21         | 7          |                 | -               | -               |                    | -                  | -                  |             | -           | -           | 21     | 7      |
| 2021-2022       | Vitória Guimarães B | L3              | 14         | 3          |                 | -               | -               |                    | -                  | -                  |             | -           | -           | 14     | 3      |
| 2021-2022       | Vitória Guimarães   | PL              | 5          | 0          | CP+CdL          | 0+1             | 0               |                    | -                  | -                  |             | -           | -           | 6      | 0      |
| 2022-2023       | Empoli              | A               | 1          | 0          | CI              | 0               | 0               | -                  | -                  | -                  | -           | -           | -           | 1      | 0      |
| Totale carriera | Totale carriera     | Totale carriera | 41         | 10         |                 | 1               | 0               |                    | -                  | -                  |             | -           | -           | 42     | 10     |